# 伊野波盛紀
伊野波 盛紀（いのは せいき、1619年2月15日 - 1688年8月2日）は、琉球王国の官僚。唐名は毛泰永を名乗った。
豊見城盛良の次男として生まれる。1665年から1688年まで三司官を務める。
1666年に設置された本部間切（もとぶまぎり）は、盛紀に世襲で与えられた領地である。また、毛氏伊野波殿内と称する貴族の初代当主でもある。